# Бацање копља
Бацање копља је спортска дисциплина у којој атлетичари залетом и специфичним кретањима при избачају настоје бацити копље што даље. Копље је првобитно коришћено у лову и ратовању, а постало је олимпијски атлетски реквизит још 708. године п. н. е, када је уврштено у олимпијски програм пентатлона (петобоја). Копље је био направљено од маслиновог дрвета бацано у две дисциплине: бацање у даљ и у мету.
Многи цртежи на грчким вазама говоре да Грци нису бацали само ратничка копља, него лакша и краћа, прилагођена такмичарским приликама. О техници бацања, тешко је доносити закључке, али се по цртежима може закључити да су основна кретања била слична данашњим. Вероватно су Грци бацали копље са уздигнутог места, као и диск. Резултате које су постизали (око 50 метара) немогуће је упоређивати са данашњим, јер се не може утврдити ни тачна дужина, ни маса њихових копаља. Осим тога Грци су употребљавали специфичне петље, омче, помоћу којих су и тежа копља бацали на веће даљине.
На обновљеним Летњим олимпијским играма, бацање копља је као такмичарска дисциплина уведена на јубиларним Олимпијским међуиграма 1906. у Атини, а у званични програм на Олимпијским играма 1908. у Лондону.

## Правила такмичења
Копље се баца с одређеног залетишта дугог 33,50 до 36,50 метара. Бацање се изводи иза дрвеног или металног полукруга полупречника 8 метара. Сегмент је бело обојен у нивоу земљишта, широм 7 cm. Копље се мора држати за хватиште. Ако копље не дотакне земљу најпре предњим врхом, хитац се не признаје. Такмичар не сме ни једним делом тела додирнути полукруг за избачај или паралелне линије које обележавају залетиште пре него што копље падне на тло. Од момента у којем се почиње спремати за бацање до момента избачаја копља, бацач се не сме потпуно окренути леђима полукругу за избачај. Копље мора бити избачено изнад рамена или изнад горњег дела руке којом се баца, а не сме бити избачено било каквим ротационим покретом.
Сваки такмичар има право на три покушаја, осморица (на мањим такмичењима шесторица) имају право на још три покушаја. Ниједан такмичар нема право на додатне покушаје, ако у прва три покушаја нема барем један успели покушај.
Маса копља за мушкарце је 800 грама, а дужина варира од 260 cm до 270 cm, док дужина копља за жене износи од 220 cm до 230 cm, а маса је 600 грама. Када је 1984. Уве Хон у Берлину шокирао јавност хицем преко 100 метара (104,80), из безбедносних разлога званичници су одлучили да се тежите копља помери напред (према врху), што је омогућило да копље увек пада на врх и смањи тадашње велике дужине око 10%. Нови пропис ступио је на снагу у 1986. у мушкој, а 1999. у женској конкуренцији.

## Светски рекорди
Први светски рекорд у бацању копља у атлетици ИААФ (International Association of Athletics Federations – Међународна атлетска федерација) је признала 1912. године.‍:436–441 Рекордер је био Швеђанин Ерик Леминг (60,64).‍:436,441 Тренутни рекорд код мушкараца је 98,48 метара, а постигао га је Јан Железни из Чешке Републике у Јени 25. маја 1996. Код жена рекорд држи Барбора Шпотакова, такође из Чешке Републике, са 72,28 метра постигнутим у Штутгарту, 13. септембра 2008.

## Рекорди у мушкој конкуренцији
(стање 18. новембар 2024)
| Рекорд                 | Резултат | Атлетичар                          | Држава     | Место                | Датум             |
| ---------------------- | -------- | ---------------------------------- | ---------- | -------------------- | ----------------- |
| Светски рекорд         | 98,48    | Јан Железни                        | Чешка      | Јена, Немачка        | 25. мај 1996.     |
| Афрички рекорд         | 92,72    | Џулијус Јего                       | Кенија     | Пекинг, Кина         | 26. август 2015.  |
| Азијски рекорд         | 92,97    | Аршад Надим                        | Пакистан   | Париз, Француска     | 8. август 2024.   |
| Северноамерички рекорд | 93,07    | Андерсон Питерс                    | Гренада    | Доха, Катар          | 13. мај 2022.     |
| Јужноамерички рекорд   | 85,91    | Луиз Маурицио да Силва             | Бразил     | Париз, Француска     | 6. август 2024.   |
| Европски рекорд        | 98,48    | Јан Железни                        | Чешка      | Јена, Немачка        | 25. мај 1996.     |
| Рекорд Океаније        | 89,02    | Џерод Банистер                     | Аустралија | Бризбејн, Аустралија | 29. фебруар 2008. |
| Рекорд Србије          | 83,34    | Сејад Крџалић АК Партизан, Београд | СФРЈ       | Београд Србија       | 30. мај 1987.     |

## Рекорди у женској конкуренцији
(стање 18. новембар 2024)
| Рекорд                 | Резултат | Атлетичарка                      | Држава     | Место                  | Датум               |
| ---------------------- | -------- | -------------------------------- | ---------- | ---------------------- | ------------------- |
| Светски рекорд         | 72,28    | Барбора Шпотакова                | Чешка      | Штутгарт, Немачка      | 13. септембар 2008. |
| Афрички рекорд         | 69,35    | Сунет Вилјун                     | ЈАР        | Њујорк, САД            | 9. јун 2012.        |
| Азијски рекорд         | 67,98    | Лу Хуејхуеј                      | Кина       | Шенјанг, Кина          | 2. август 2019.     |
| Северноамерички рекорд | 71,70    | Ослеидис Менендез                | Куба       | Хелсинки, Финска       | 14. август 2005.    |
| Јужноамерички рекорд   | 66,70    | Флор Луиз                        | Колумбија  | Кујаба, Бразил         | 12. мај 2024.       |
| Европски рекорд        | 72,28    | Барбора Шпотакова                | Чешка      | Штутгарт, Немачка      | 13. септембар 2008. |
| Океанијски рекорд      | 68,92    | Кетрин Мичел                     | Аустралија | Голд Коуст, Аустралија | 11. април 2018.     |
| Рекорд Србије          | 65,64    | Адриана Вилагош ТСЦ Бачка Топола | Србија     | Загреб, Хрватска       | 8. септембар 2024.  |

## Листа најбољих резултата у бацању копља за мушкарце
Ово је листа 10 атлетичара који су најдаље бацили копље, са стањем на дан 18. новембар 2024. (Напомена: неки атлетичари су више пута бацали даљине дуже од 10. најдужег хица свих времена, приказан је само најбољи резултат сваког атлетичара.)
| Ранг | Резултат | Атлетичар       | Националност | Место    | Датум              |
| ---- | -------- | --------------- | ------------ | -------- | ------------------ |
| 1.   | 98,48    | Јан Железни     | Чешка        | Јена     | 25. мај 1996.      |
| 2.   | 97,76    | Јоханес Фетер   | Немачка      | Хожов    | 6. септембар 2020. |
| 3.   | 93,90    | Томас Релер     | Немачка      | Доха     | 5. мај 2017.       |
| 4.   | 93,09    | Аки Парвиаиен   | Финска       | Куортане | 26. јун 1999.      |
| 5.   | 93,07    | Андерсон Питерс | Гренада      | Доха     | 13. мај 2022.      |
| 6.   | 92,97    | Аршад Надим     | Пакистан     | Париз    | 8. август 2024.    |
| 7.   | 92,72    | Џулијус Јего    | Кенија       | Пекинг   | 25. август 2015.   |
| 8.   | 92,61    | Сергеј Макаров  | Русија       | Шефилд   | 30. јун 2002.      |
| 9.   | 92,60    | Рејмонд Хехт    | Немачка      | Осло     | 21. јул 1995.      |
| 10.  | 92,06    | Андреас Хофман  | Немачка      | Офенбург | 2. јун 2018.       |

## Листа најбољих резултата у бацању копља за жене
Ово је листа 10 атлетичарки које су најдаље бациле копље, са стањем на дан 18. новембар 2024. (Напомена: неке атлетичарке су више пута бацале даљине дуже од 10. најдужег хица свих времена, приказан је само најбољи резултат сваке атлетичарке.)
| Ранг | Резултат | Атлетичарка       | Националност | Место      | Датум              |
| ---- | -------- | ----------------- | ------------ | ---------- | ------------------ |
| 1.   | 72,28    | Барбора Шпотакова | Чешка        | Штутгарт   | 21. август 2008.   |
| 2.   | 71,70    | Ослеидус Менендез | Куба         | Хелсинки   | 14. август 2005.   |
| 3.   | 71,40    | Марија Андрејчик  | Пољска       | Сплит      | 9. мај 2021.       |
| 4.   | 70,53*   | Марија Абакумова  | Русија       | Берлин     | 1. септембар 2013. |
| 5.   | 70,20    | Кристина Обергфел | Немачка      | Минхен     | 23. јун 2007.      |
| 6.   | 69,48    | Трине Хатестад    | Норвешка     | Oslo       | 28. јул 2000.      |
| 7.   | 69,35    | Сунет Вилјун      | ЈАР          | Њујорк     | 9. јун 2012.       |
| 8.   | 69,19    | Кристин Хусонг    | Немачка      | Хожов      | 30. мај 2021.      |
| 9.   | 68,92    | Кетрин Мичел      | Аустралија   | Голд Коуст | 11. април 2018.    |
| 10.  | 68,43    | Сара Колак        | Хрватска     | Лозана     | 6. јул 2017.       |

*Светска атлетика је поништила резултат Абакумове од 71.90 м због наводног допинговања, па се за њен најбољи резултат узима хитац од 70.53 м постигнут 1. септембра 2013. у Берлину.

## Истакнути бацачи копља

### Жене
- Петра Фелке, Источна Немачка
- Рут Фукс, Источна Немачка
- Трине Хатестад, Норвешка
- Тина Лилак, Финска
- Ослеидус Менендез, Куба
- Теса Сандерсон, Уједињено Краљевство
- Кејт Шмидт, Сједињене Америчке Државе
- Линда Стахл, Немачка
- Фатима Вајтбред, Уједињено Краљевство
- Дана Затопкова, Чехословачка
- Бабе Дидриксон, Сједињене Америчке Државе
- Мирела Мањани, Грчка
- Софија Сакорафа, Грчка
- Марија Абакумова, Русија
- Барбора Шпотакова, Чешка
- Келси-Ли Барбер, Аустралија
- Харука Китагучи, Јапан

### Мушкарци
- Стив Бакли, Уједињено Краљевство
- Патрик Боден, Шведска
- Егил Даниелсен, Норвешка
- Констадинос Гатсиоудис, Грчка
- Бру Грир, Сједињене Америчке Државе
- Уве Хон, Источна Немачка
- Арто Харконен, Финска
- Мати Јервинен, Финска
- Тапио Корјус, Финска
- Даинис Кула, СССР (Летонија)
- Сергеј Макаров, Русија
- Јони Мура, Финска
- Миклош Немет, Мађарска
- Аки Парвиаинен, Финска
- Том Петраноф, Сједињене Америчке Државе
- Теро Питкамаки, Финска
- Тапио Раутавара, Финска
- Сепо Рату, Финска
- Јануш Сидло, Пољска
- Андреас Торкилдсен, Норвешка
- Андрус Варник, Естонија
- Вадимс Василевскис, Летонија
- Јан Железни, Чешка
- Џулијус Јего, Кенија
- Андерсон Питерс, Гренада
- Јоханес Фетер, Немачка
- Томас Релер, Немачка
- Нираџ Чопра, Индија
- Аршад Надим, Пакистан

## Освајачи медаља у бацању копља на највећим такмичењима

### Олимпијске игре
- Жене
- Мушкарци

### Светска првенства
- Жене
- Мушкарци

## Развој светског рекорда у бацању копља
- Жене
- Мушкарци